# Аул Матая Баисова
Матая Баисова (каз. Матай Баисов, до 2000 г. — Буденный) — аул в Ескельдинском районе Жетысуской области Казахстана. Входит в состав Карабулакской поселковой администрации. Код КАТО — 196430300.

## Население
В 1999 году население аула составляло 1249 человек (650 мужчин и 599 женщин). По данным переписи 2009 года, в ауле проживали 1432 человека (692 мужчины и 740 женщин).